# Subramanianospora vesiculosa
Subramanianospora vesiculosa är en svampart som först beskrevs av E.J. Butler, och fick sitt nu gällande namn av C. Narayanan, J.K. Sharma & Minter 2003. Subramanianospora vesiculosa ingår i släktet Subramanianospora, klassen Dothideomycetes, divisionen sporsäcksvampar och riket svampar.   Inga underarter finns listade i Catalogue of Life.